# 佐世保站
佐世保站（日语：〔〕／ Sasebo eki */?）是位於日本長崎縣佐世保市，屬於九州旅客鐵道（JR九州）和松浦鐵道的鐵路車站。本站除了是佐世保線的西邊終點之外，在JR松浦線（也就是今日的松浦鐵道西九州線）與沿線各車站轉由松浦鐵道接收營運之後，也變成JR系統之中地理位置最西的車站。

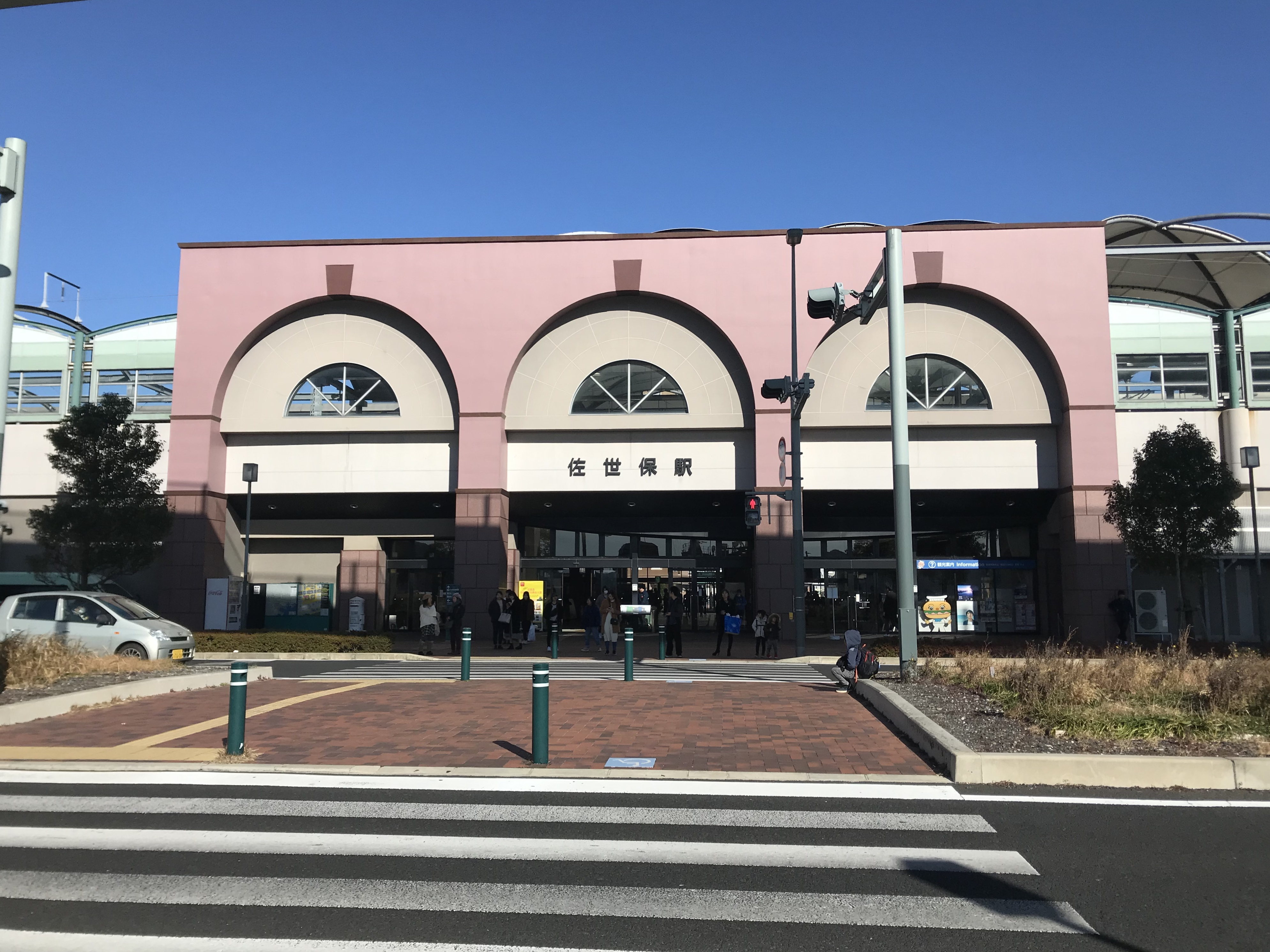
港口出入口（2019年11月）

## 車站構造
本站為JR九州與松浦鐵道兩間公司共用的高架車站，並在高架橋下設置站房和車站大廳。國道側為「東口」，佐世保港側為「港口」。東口側起左邊是JR九州車站，右邊是松浦鐵道車站。JR九州與松浦鐵道的佐世保站都是直營站，站內設有自動售票機。

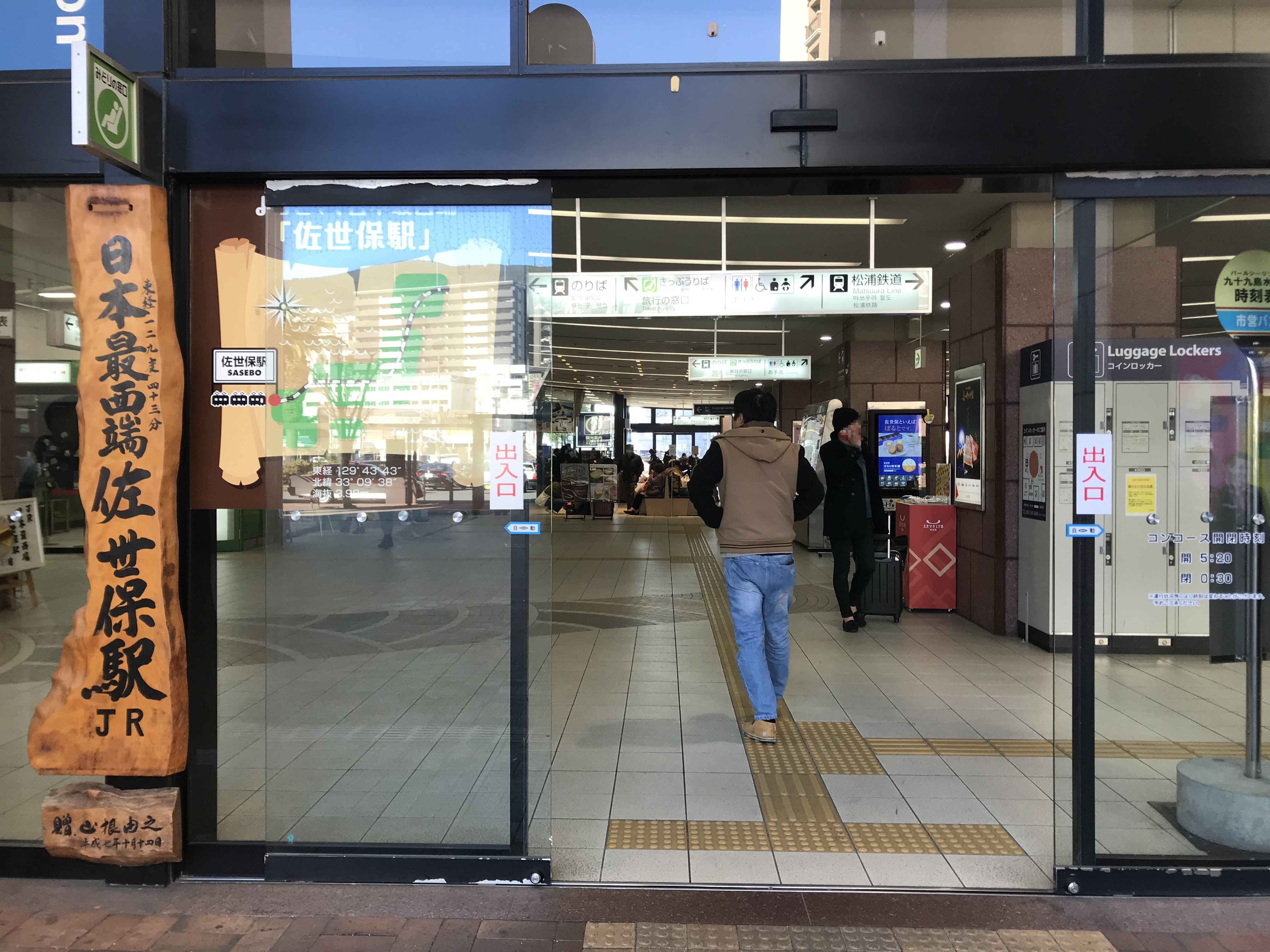
東口及日本最西端車站的立牌（2019年1月）
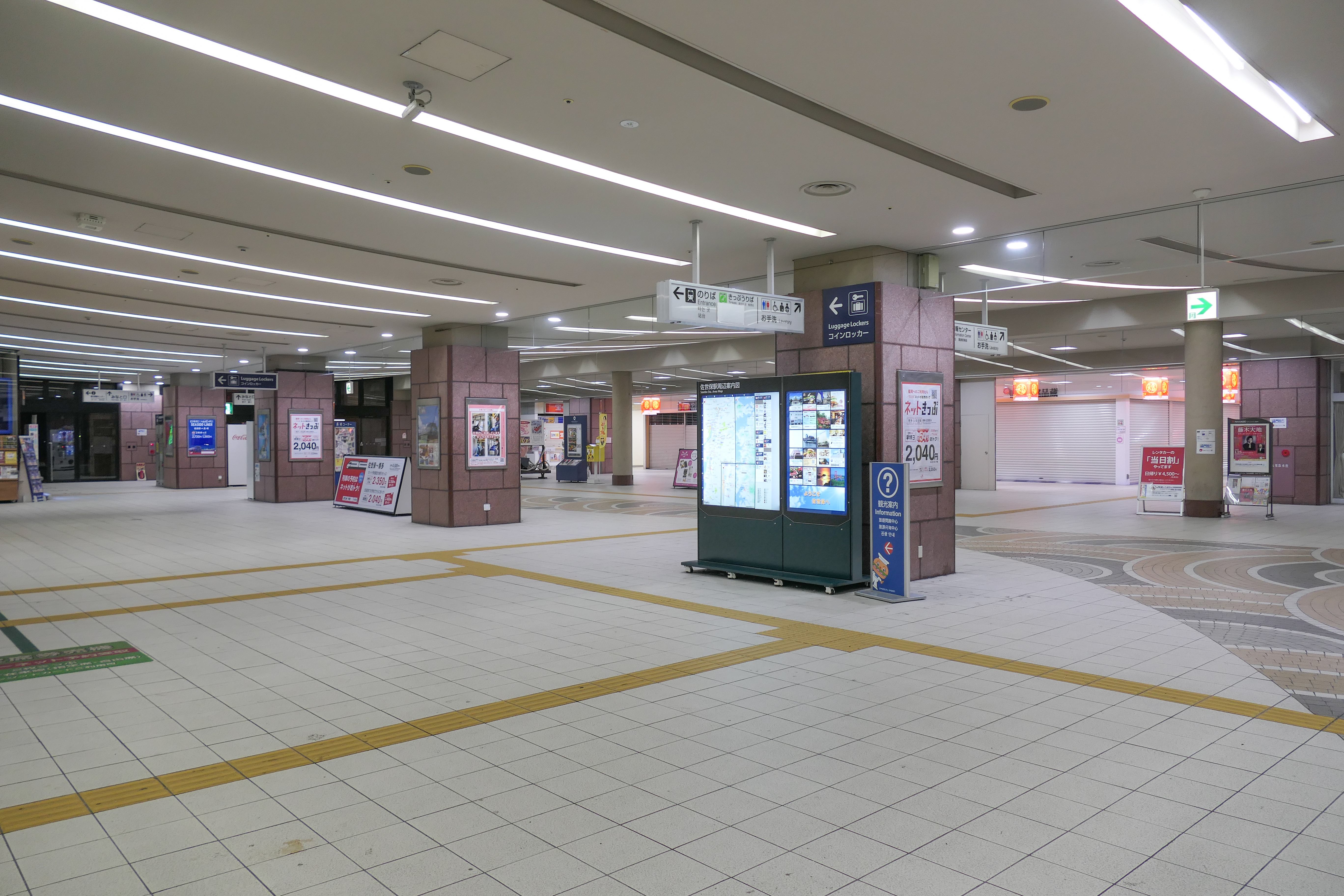
車站大廳（2023年1月）
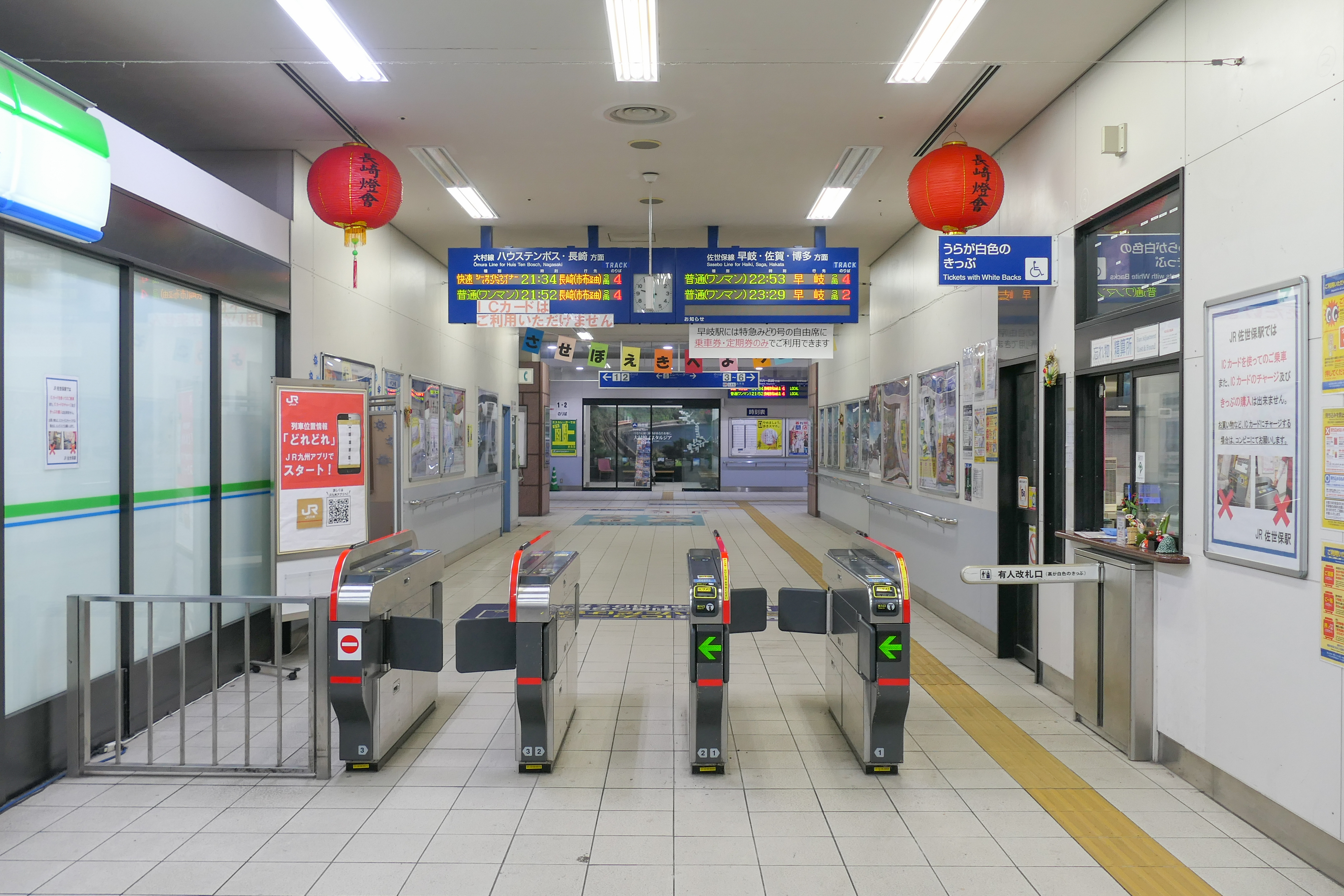
JR驗票閘口（2023年1月）
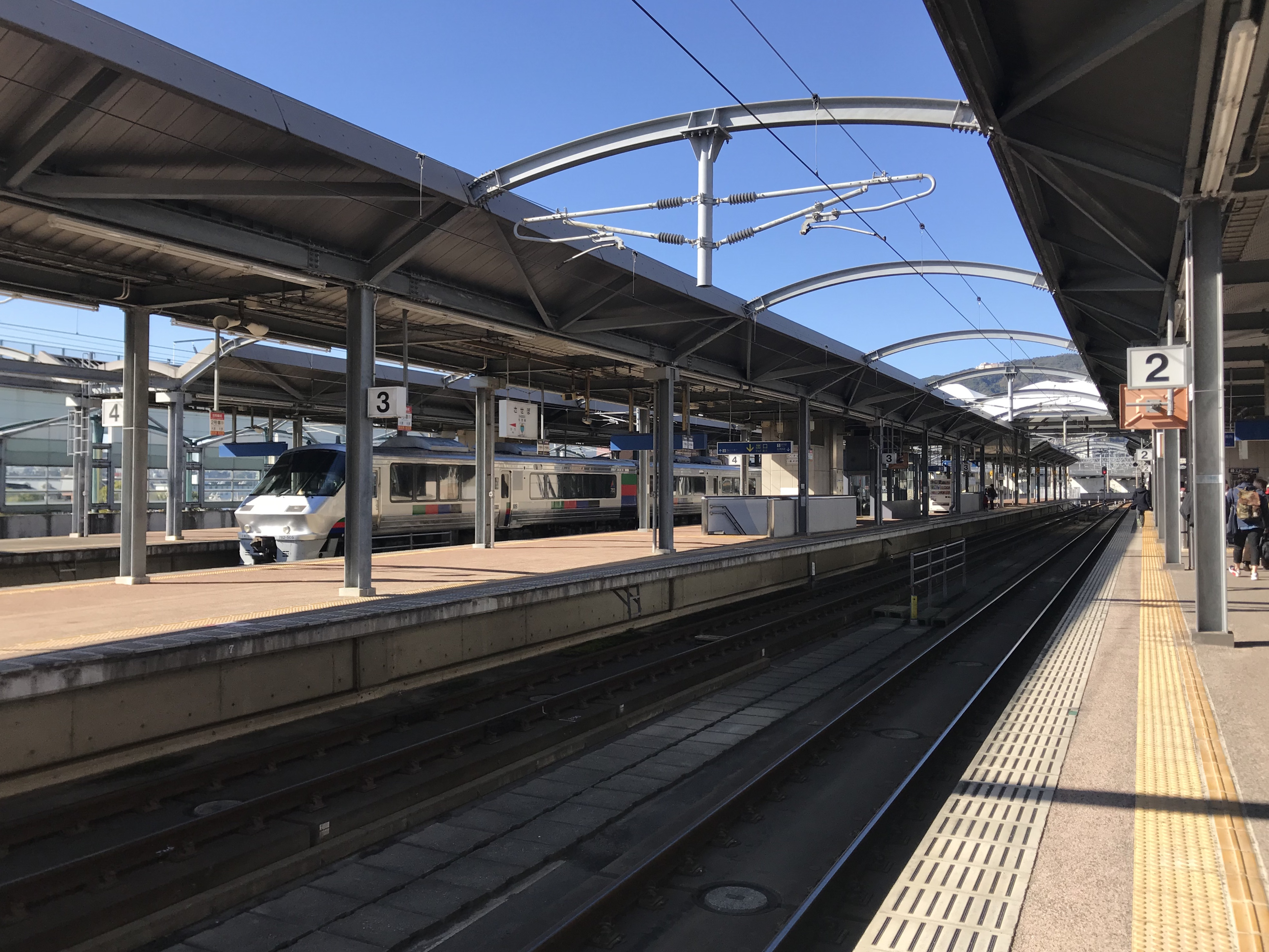
JR九州2號至4號月台（2019年4月）
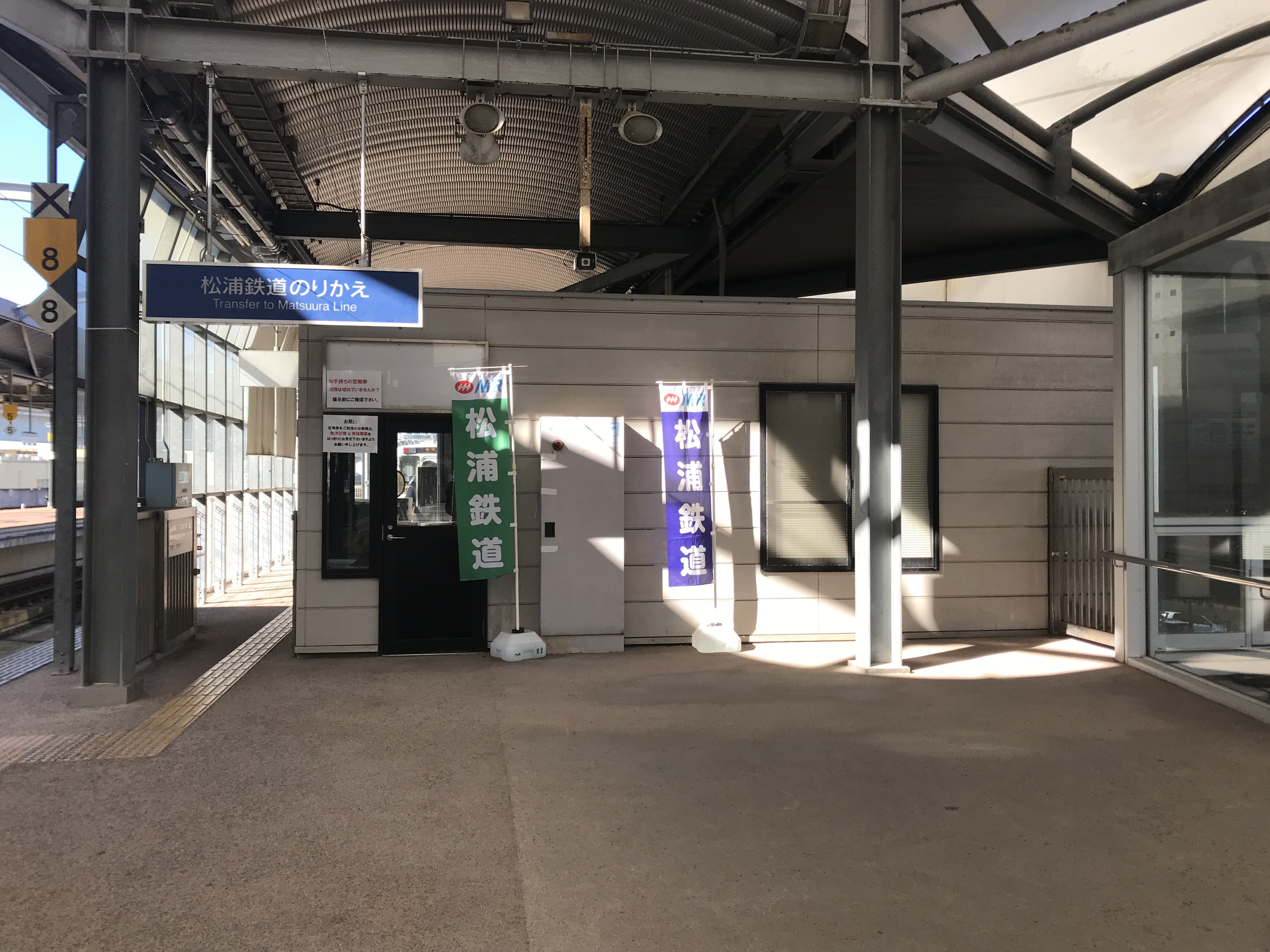
月台上的松浦鐵道驗票口（2019年1月）
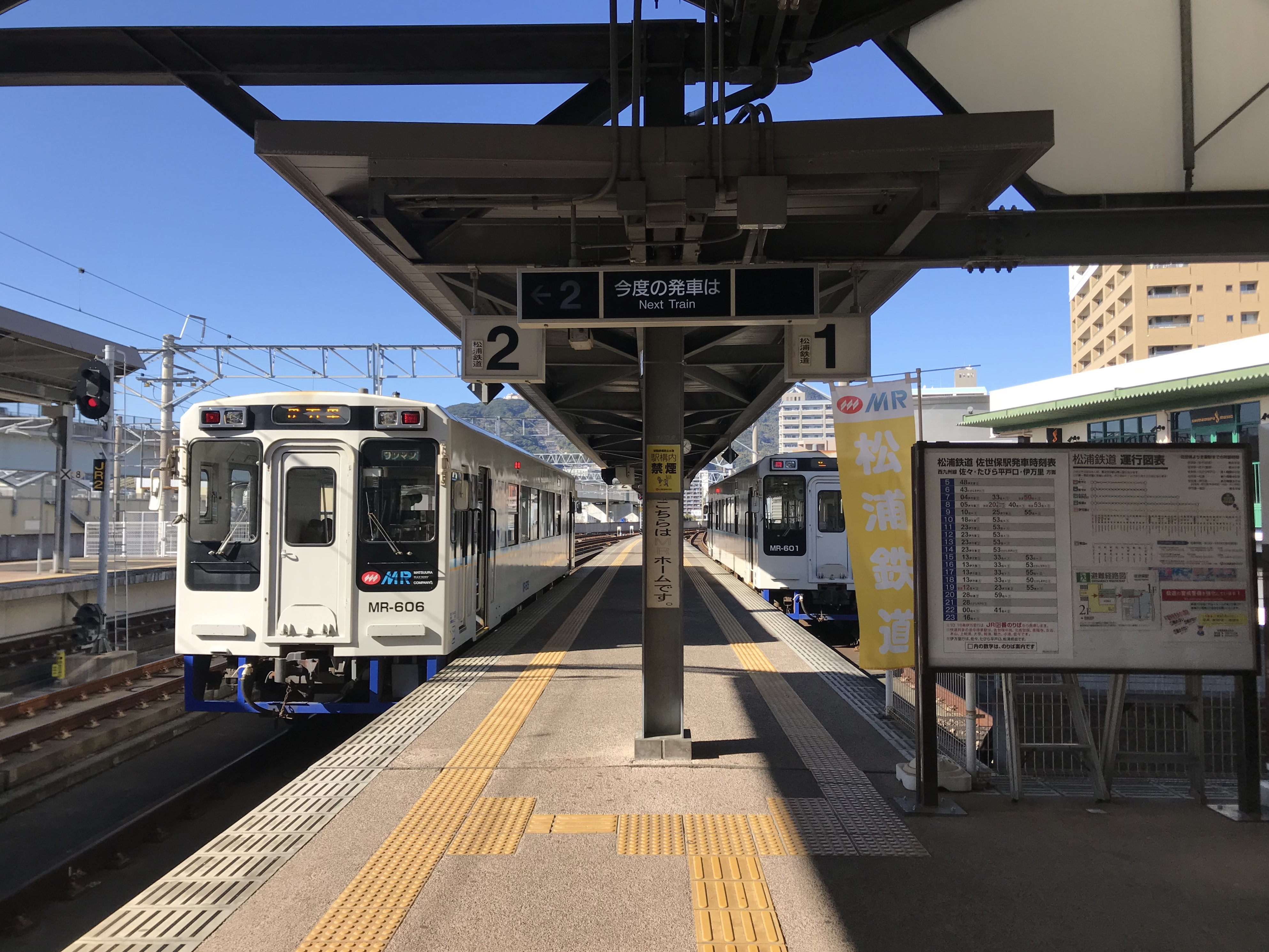
松浦鐵道1號與2號月台（2019年1月）

### 月台配置
月台層上設有3座島式月台，共設有7條線道。名義上1號與2號島式月台為兩間公司共用，不過1號月台路軌並不相連，中間部份為月台伸延空間，兩公司都設有防撞欄。2號月台路軌雖然連接，但松浦鐵道的2號月台是經削月台後所設置的，JR月台的路軌當轉至松浦鐵道範圍時會變成側線，列車無法直接停靠松浦鐵道的2號月台。月台中央設有松浦鐵道的驗票口，有職員當值。由JR月台轉至松浦鐵道月台，必須持有效車票才可以通過，但從站房外進入松浦鐵道月台，則無須入站票也可以進入。
本站隨著2020年時間表改正，兩公司每日1來回的直通列車服務也暫時停止。而5號與6號月台自2020年8月8日起不再開放使用。 現時主要用作停泊之用。
由本站起訖而行經整條佐世保線的列車多為特急列車班次，普通列車只係早上時段的3班上行出發和2班下行到達，其餘時間均須乘坐經大村線的列車至早岐，或只到早岐的區間列車後再轉車前往線內其他非特急停車站。
| 月台         | 路線              | 目的地                                               | 備註                |
| ------------ | ----------------- | ---------------------------------------------------- | ------------------- |
| JR九州月台   |                   |                                                      |                     |
| 1、2         | ■佐世保線（普通） | 早岐、江北、鳥栖方向                                 | 一部分在3號月台開出 |
| 1、2         | 直通■大村線       | 早岐、長崎方向                                       | 一部分在4號月台開出 |
| 3、4         | □特急「綠」       | 博多方向                                             |                     |
| 5、6         | （停止使用）      | （停止使用）                                         | （停止使用）        |
| 松浦鐵道月台 |                   |                                                      |                     |
| 1、2         | ■西九州線         | 佐佐、田平平戶口、松浦、伊萬里、 伊萬里轉乘 有田方向 | 快速在2號月台開出   |

## 歷史
- 1898年1月20日：以九州鐵道（初代）所屬的車站之姿啟用。
- 1987年4月1日：日本國鐵分割民營化，佐世保車站的營運轉由JR九州繼承。
- 1988年4月1日：原本為JR九州所屬的松浦線，轉移由第三部門鐵路業者松浦鐵道接收，並改名為西九州線。
- 2001年12月26日：高架化。新站舍完成。
- 2002年3月23日：JR跟松浦鐵道之間在佐世保車站的直通運行開始，是松浦鐵道設立之後，首度有列車同時在兩家公司的路線上行駛的紀錄。
- 2006年3月18日：JR跟松浦鐵道之間的直通運行首度取消。
- 2009年3月14日：JR跟松浦鐵道之間的直通運行再度開始。
- 2010年3月：增設了自動入閘機。
- 2020年3月14日：JR跟松浦鐵道之間的直通運行停止（實際如同再度取消。
- 2024年度：予定導入SUGOCA[2]。現時為JR九州內最多人使用的非SUGOCA車站。

## 瑣事

### JR最西車站
佐世保車站是全JR系統最西方的車站，而與佐世保車站相呼應的，其他幾個日本或JR之最的車站還包括了：
- 根室車站：日本與JR最東端的車站，位於北海道道東地區。
- 稚內車站：日本與JR最北端的車站，位於北海道道北地區。
- 田平平戶口車站（たびら平戸口駅）：日本本土最西邊的車站，是松浦鐵道西九州線的車站，原本一度是日本全國最西端的車站，但在沖繩都市單軌線（沖縄都市モノレール線）通車後失去了全日本最西的地位。
- 西大山車站：原為日本最南端車站，但在沖繩島上的沖繩都市單軌線通車後就失去了全日本最南車站的地位，但仍然是JR系統與日本本土最南端的車站。
- 赤嶺車站：日本最南端車站，是沖繩都市單軌線的南端終點站。
- 那霸機場車站（那覇空港駅）：日本最西端的車站，是沖繩都市單軌線的一站，實際位置位於整條路線的最西端點。

### 紅帽子
佐世保站是JR九州內最後一個可以辦理旅客手提貨物托送服務。由於負責的人員會頭䵧紅帽子，因此有「紅帽子」的暱稱，不過隨站房高架化後，旅客手提貨物提取爭務也被取消。自此JR九州轄下客運車站亦再沒有相關服務。

## 相鄰車站
九州旅客鐵道（JR九州）
■佐世保線、■大村線
■快速「濱海快線」、■普通
日宇－佐世保
松浦鐵道
■西九州線
■快速、■普通（只限1班來回與佐世保線直通運行）
佐世保中央－佐世保

## 外部連結
- JR九州佐世保站（页面存档备份，存于） （日語）
- 松浦鐵道佐世保站 （页面存档备份，存于）